# William Aiken Walker
William Aiken Walker (* 11. März 1839 in Charleston, South Carolina; † 3. Januar 1921 ebenda) war ein US-amerikanischer Genre- und Porträtmaler. Bekannt wurde er vor allem durch Bildnisse und Genreszenen vom Leben schwarzer Plantagenarbeiter in den Südstaaten.

## Leben
Walker, Sohn eines aus einer irischen Familie stammenden protestantischen Baumwollhändlers aus Charleston, genoss eine gute Schulbildung im Gesellschafts- und Wertesystem des Antebellum South. In jungen Jahren begann er mit der Malerei. Bis zum Tod seines Vaters im Jahr 1842 wuchs er in seiner Geburtsstadt Charleston auf, dann zog er mit seiner Mutter nach Baltimore zu deren Verwandten um. 1848 kehrten sie nach Charleston zurück, wo er 1850 im Alter von zwölf Jahren auf der South Carolina Institute Fair sein erstes Bild ausstellte. Um das Jahr 1860 soll er eine Reise nach Europa unternommen haben, die ihn auch nach Düsseldorf führte, seinerzeit ein beliebter Studienort amerikanischer Maler, wo er verschiedene Ateliers besucht haben dürfte und so das Schaffen der Düsseldorfer Malerschule kennenlernte.
Zum Beginn des Sezessionskriegs, der im Frühjahr 1861 zwischen den Konföderierten Staaten von Amerika und den Nordstaaten der Vereinigten Staaten ausbrach, war er bereits wieder in sein Heimatland zurückgekehrt. Bei der Confederate States Army meldete er sich freiwillig und diente zunächst im Second Palmetto Regiment of South Carolina Volunteers. In der Schlacht von Seven Pines erlitt er als Angehöriger der Hamton’s Legion unter dem Kommando von General Wade Hampton III. im Frühjahr 1862 eine Verletzung. Nach der Genesung meldete er sich bei der Truppe zurück und arbeitete als Zeichner in einer Kartografie-Abteilung des Confederate Corps of Engineers in Charleston. 1864 quittierte er den Militärdienst.

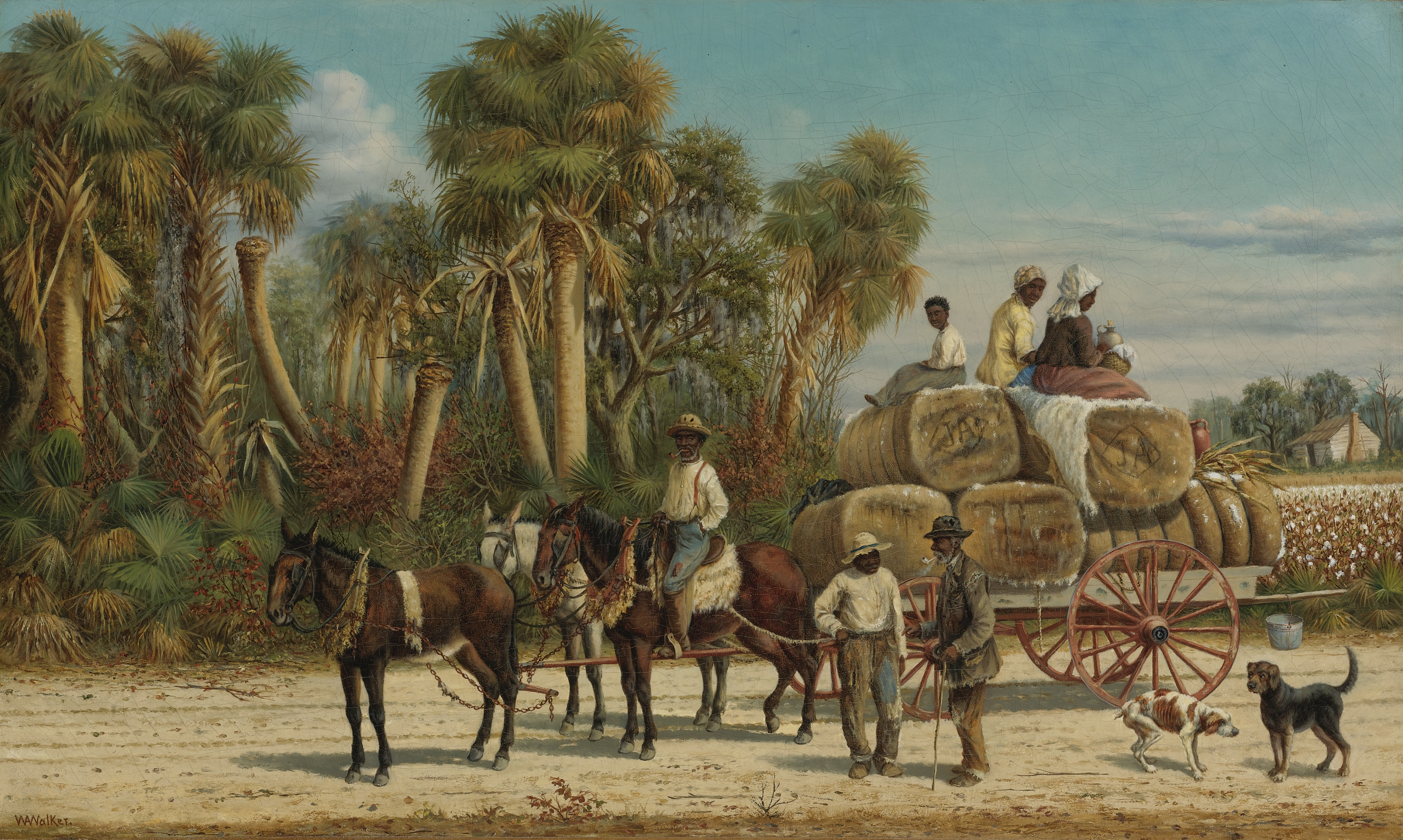
The Cotton Wagon

Nach einem Bericht des Malers John Beaufain Irving ging Walker nach dem Sezessionskrieg, durch dessen Verlust die Südstaaten in eine Wirtschaftskrise fielen und die Phase der Reconstruction durchliefen, wieder nach Baltimore. In den Galerien der Stadt fanden seine pittoresken Darstellungen vom Leben schwarzer Plantagenarbeiter einen guten Absatz.
1868 brach er in Baltimore, das er zuvor nur für kurze Herbstaufenthalte in Charleston verlassen hatte, zu einer Folge von Reisen auf. In diesem Leben als Reisender, das fortan zu seinem Lebensstil wurde, bewarb er sich als „Künstler und Sprachenlehrer“. Ende 1869 gelangte er nach Kuba, das sich damals im Zehnjährigen Krieg befand. In den 1870er Jahren folgten weitere Reisen, die ihn – teils zu mehrmonatigen Aufenthalten – nach Kentucky, Mississippi, Texas und Georgia sowie nach Florida und Louisiana führten. Neben St. Augustine und Ponce Park in Florida gefiel ihm besonders die Stadt New Orleans, die er ab 1876 dreißig Jahre lang immer wieder besuchte und bis 1905 gewissermaßen als sein Zuhause betrachtete. Dort lebte er nicht nur vom Straßenverkauf seiner Bilder an Passanten, insbesondere an Touristen, sondern auch vom Verkauf in und an Galerien.
Mit dem Maler Everett B. D. Fabino Julio unternahm er den Versuch, einen Kunstverein zu gründen. Obwohl dieser Versuch scheiterte, führte die Idee in den 1880er Jahren zur Gründung der Southern Art Union, dem ersten Kunstverein von New Orleans, in dessen Reihen er ebenso aktiv war wie in der Artists’ Association of New Orleans. Auf Reisen durch den Süden der Vereinigten Staaten, die er hauptsächlich mittels Kutsche, Eisenbahn und Dampfboot bewältigte, nutzte Walker gerne bequeme Reiseschiffe, auch wegen der Qualität der Küche. 1884 begann Walker damit, Teile des Sommers in den Smoky Mountains zu verbringen. In Arden Park Lodge, einem Anwesen einige Meilen außerhalb von Asheville, das er bis zu dessen Brand im Jahr 1919 regelmäßig aufsuchte, lief der Verkauf von Bildern an Touristen gar so gut, dass er sich dort hätte niederlassen können.
Da Walker durch Vortrag von Gesang, Klavier- und Violinspiel sowie Rezitationen von englischer und französischer Lyrik ein gelehrter und guter Unterhalter war, genoss er in vielen Privathäusern Beliebtheit und wurde dorthin gerne eingeladen. Walkers Grabstätte befindet sich in einem Familiengrab auf der Magnolia Cemetery in Charleston.

## Werke (Auswahl)
Walkers Bilder, die stark autodidaktische Züge tragen und in der Regel kaum einer bestimmten Maltradition folgen, zeigen generell eine Vorliebe für die Ausführung von Details. Zum Teil wurden sie nach Fotografien angelegt. Im Zusammenhang mit dem Sezessionskrieg dokumentierte Walker auf einigen Gemälden zunächst Kriegsereignisse und Kirchenruinen in Charleston. Dann ging er stärker zur Genremalerei über. Er stellte – zumeist ohne emotionale Anteilnahme und ohne Kritik an den sozialen Verhältnissen – das Leben des amerikanischen Südens dar, oft schwarze Landarbeiter, ihre windschiefen Hütten und ihr ärmliches Leben sowie Hafenszenen. Diese Malerei, die marktgängig war und Kopisten zu Replikaten reizte, wurde sein Markenzeichen. Dabei entwickelte er – als Souvenirs für Touristen – auch spezielle Porträt- und Miniaturformate.  Einige seiner Bilder – darunter die in New Orleans entstandenen Gemälde The Levee at New Orleans (1883) und Southern Cotton Plantation (1884), auch Cotton Plantation on the Mississippi genannt – wurden von Currier and Ives als Chromolithografien aufgelegt und massenhaft verbreitet. Dadurch wurde Walker einem breiteren zeitgenössischen Publikum bekannt. Ab den 1890er Jahren versuchte er sich zunehmend auch in der Landschaftsmalerei. Kaum bekannte Aspekte seines Œuvres sind topografische Zeichnungen, die eine Reihe sorgfältiger Ansichten von Floridas Ostküste zwischen New Smyrna und den Keys einschließen, sowie Trompe-l’œil-Gemälde von Fisch und Wild, die möglicherweise nach Vorbildern von Charles Fraser (1782–1860) entstanden.

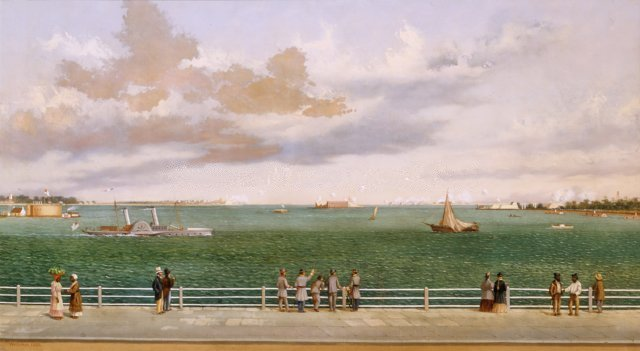
Bombardment of Fort Sumter, Charleston Harbor, 1863
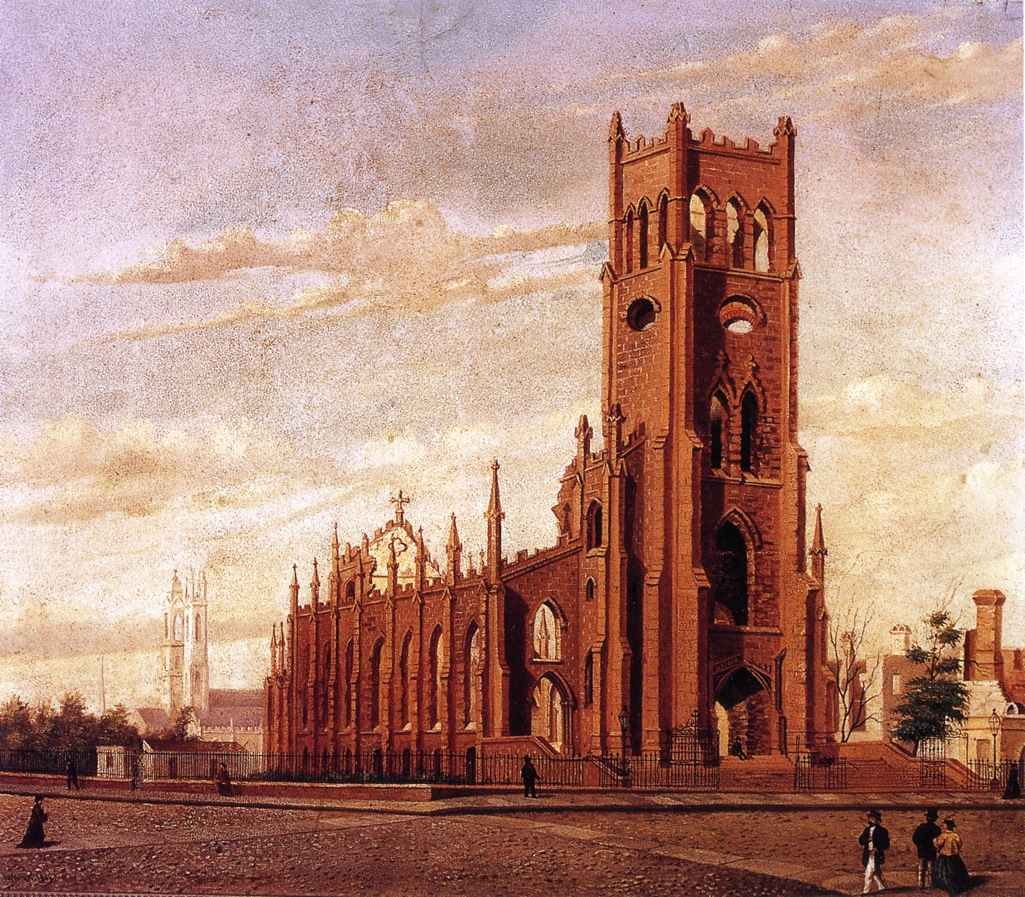
St. Finbar Ruins, Charleston, 1868
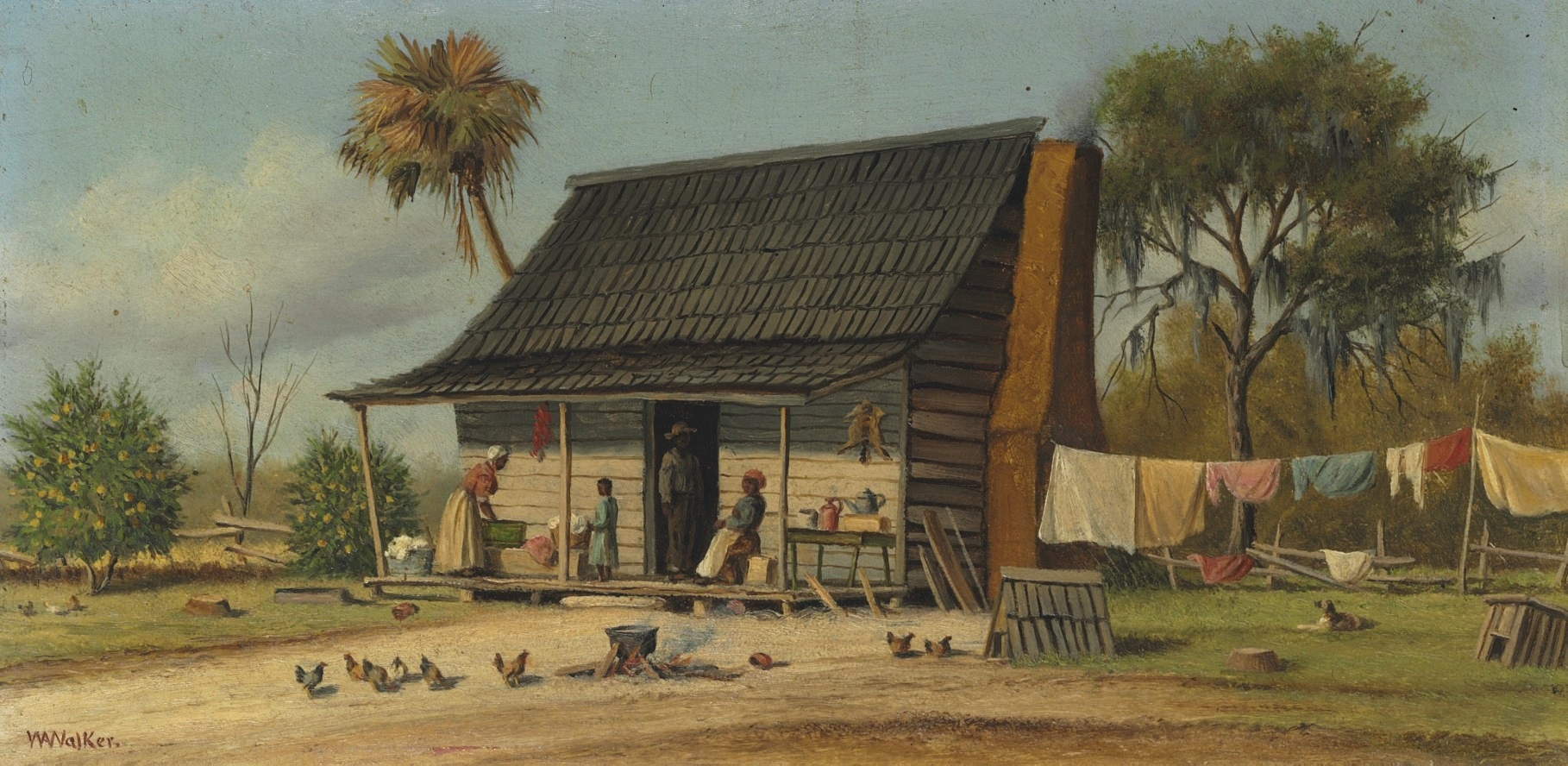
A Cabin Scene
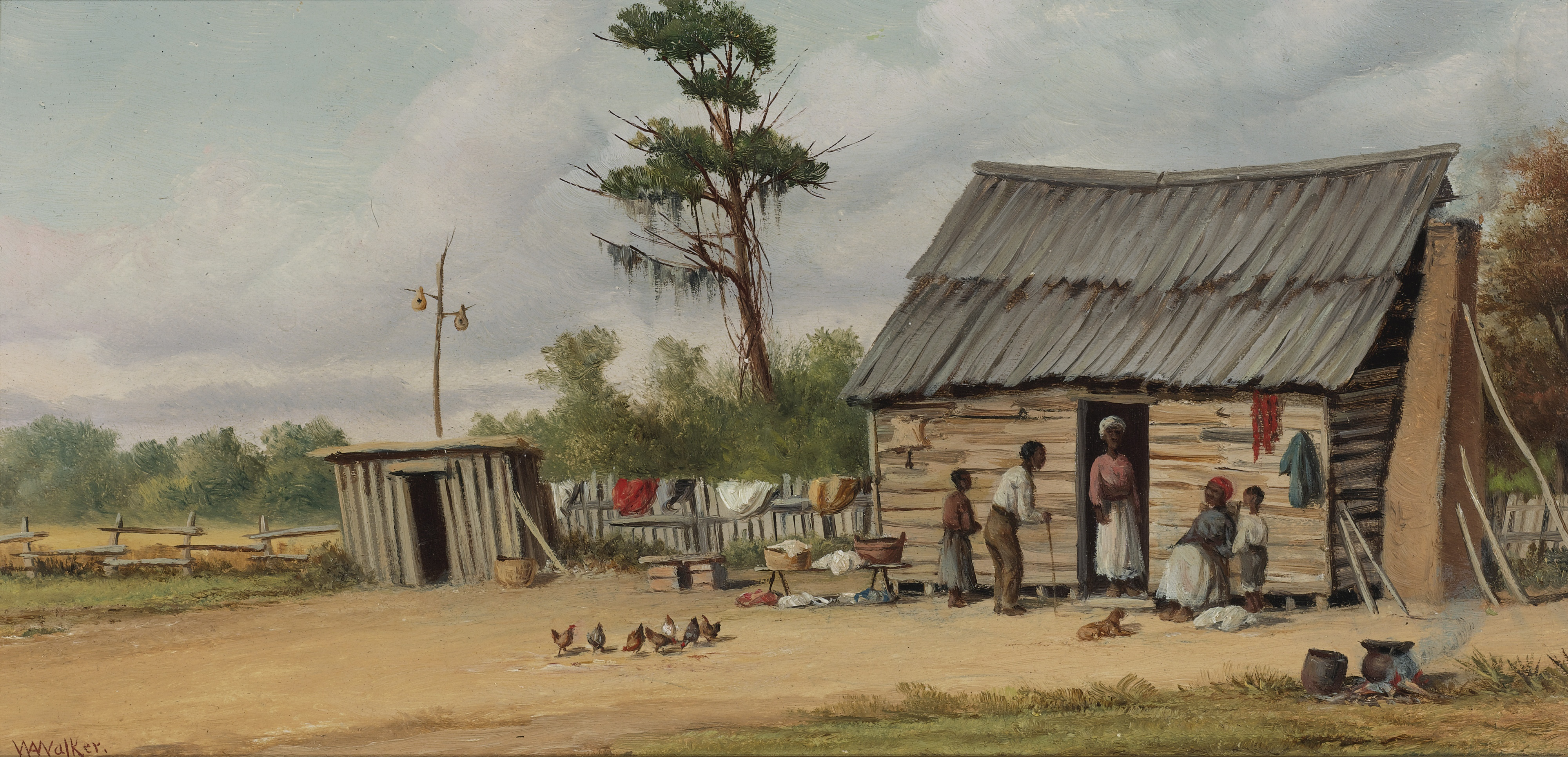
The Old Cabin
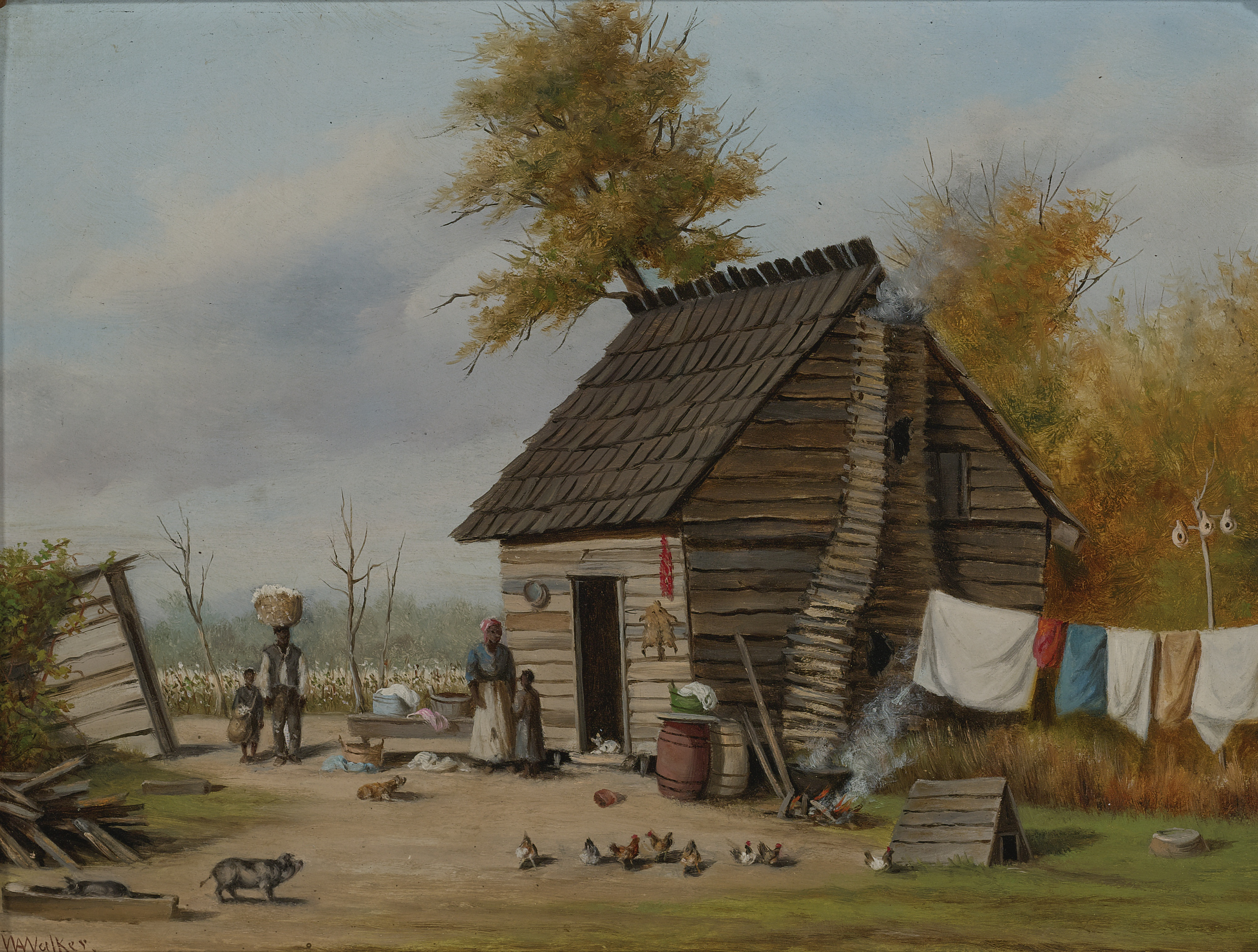
Outside the Cabin
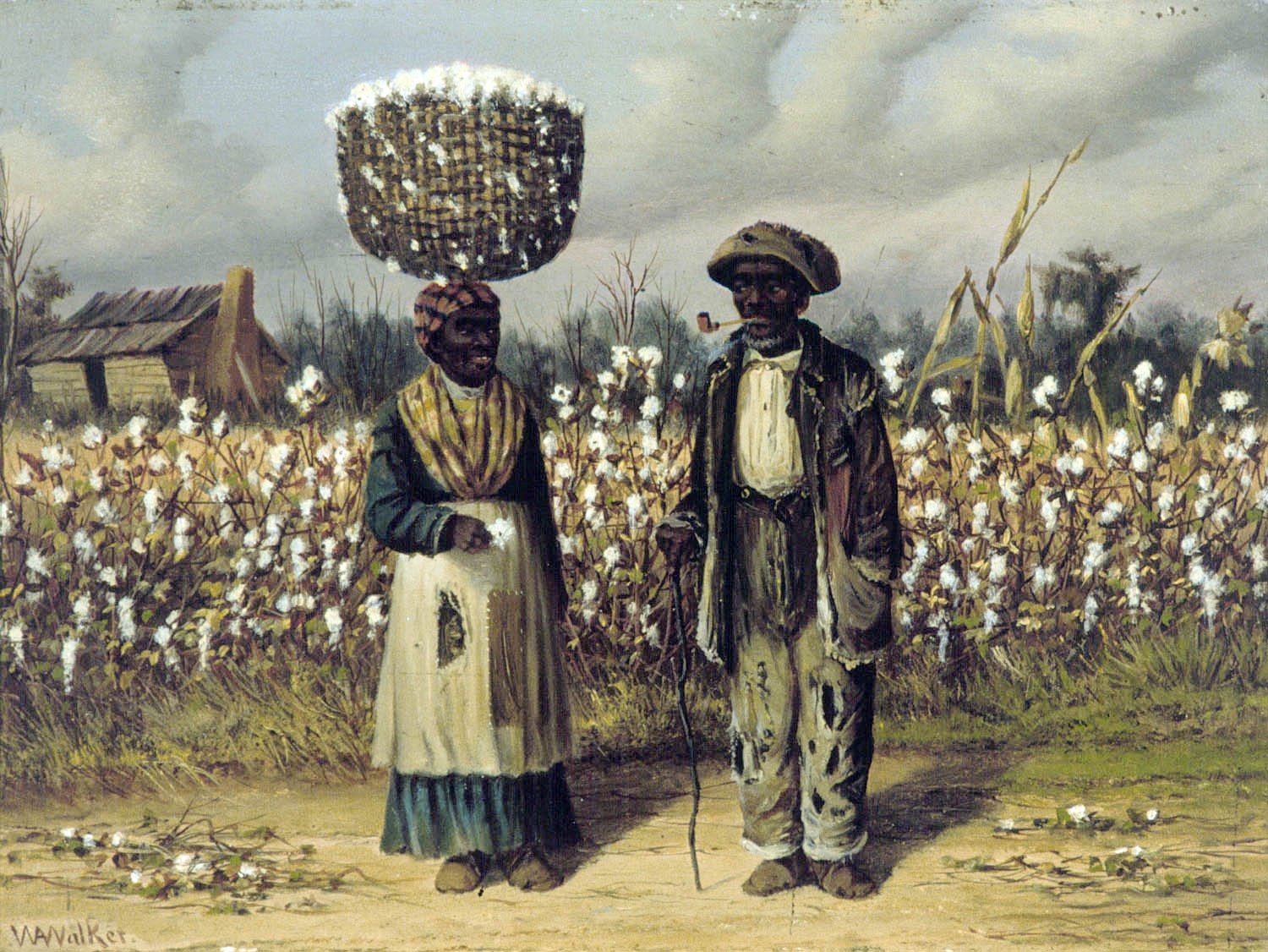
Cotton Pickers
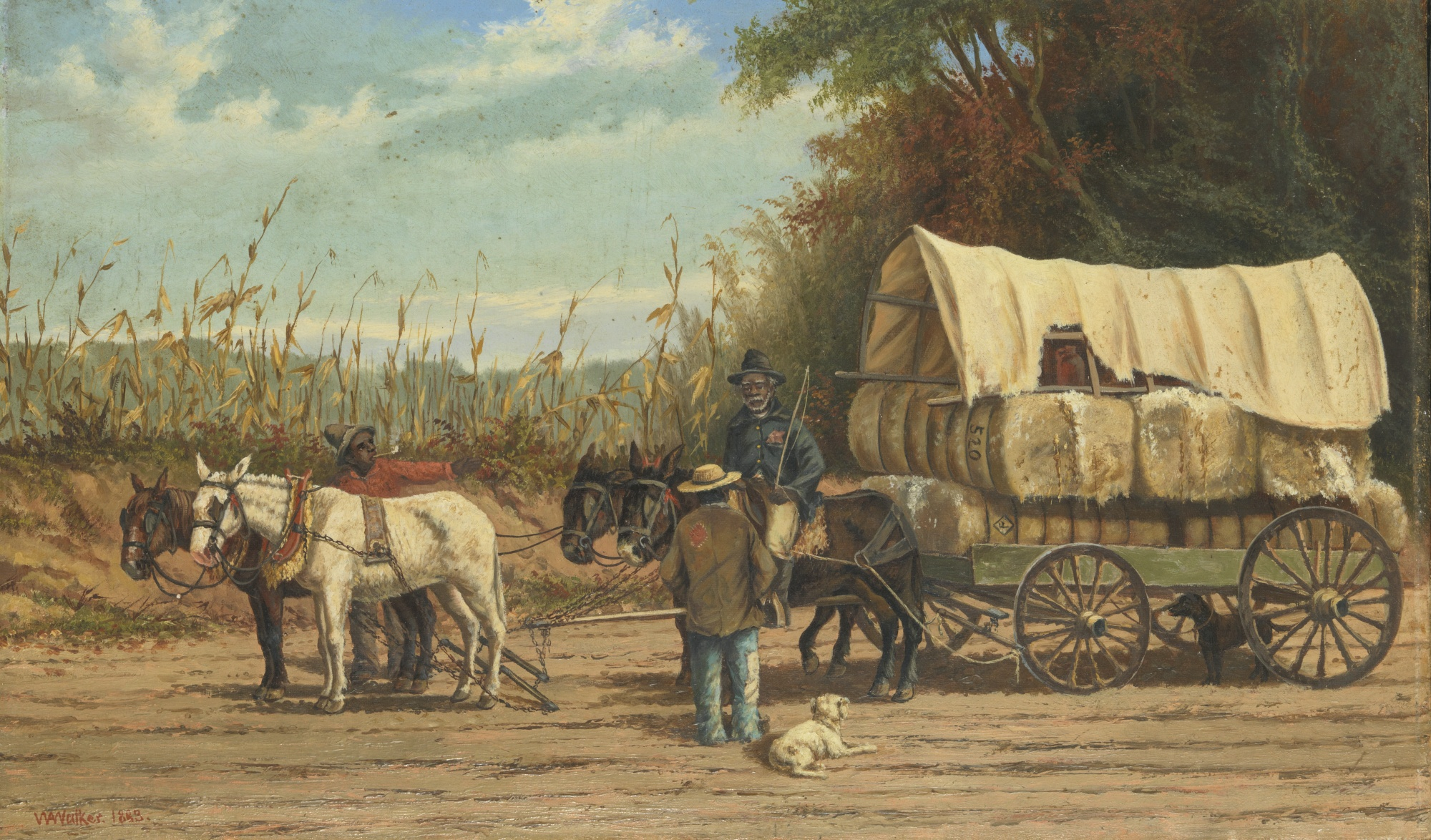
Cotton Wagon
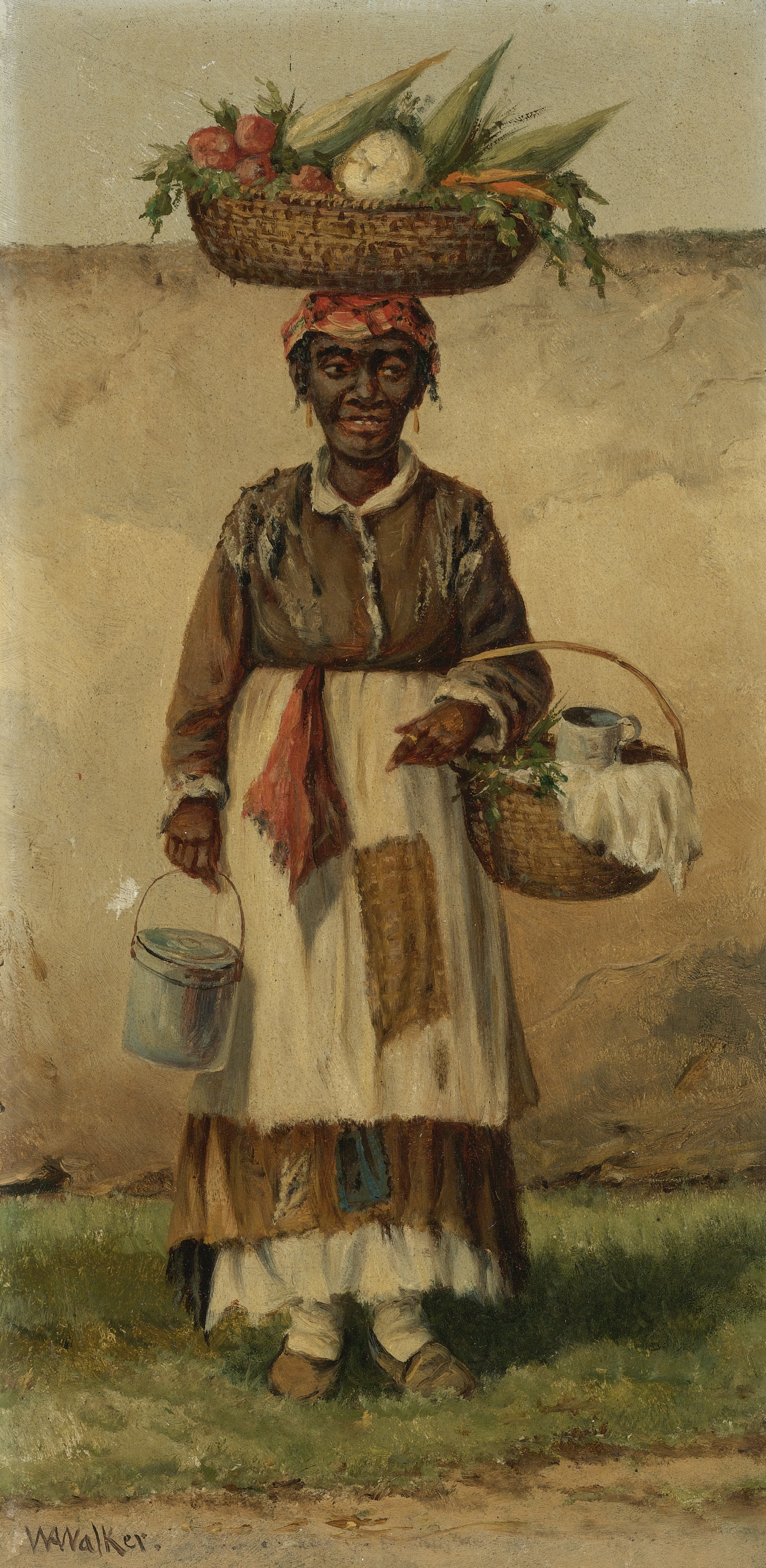
Standing Woman
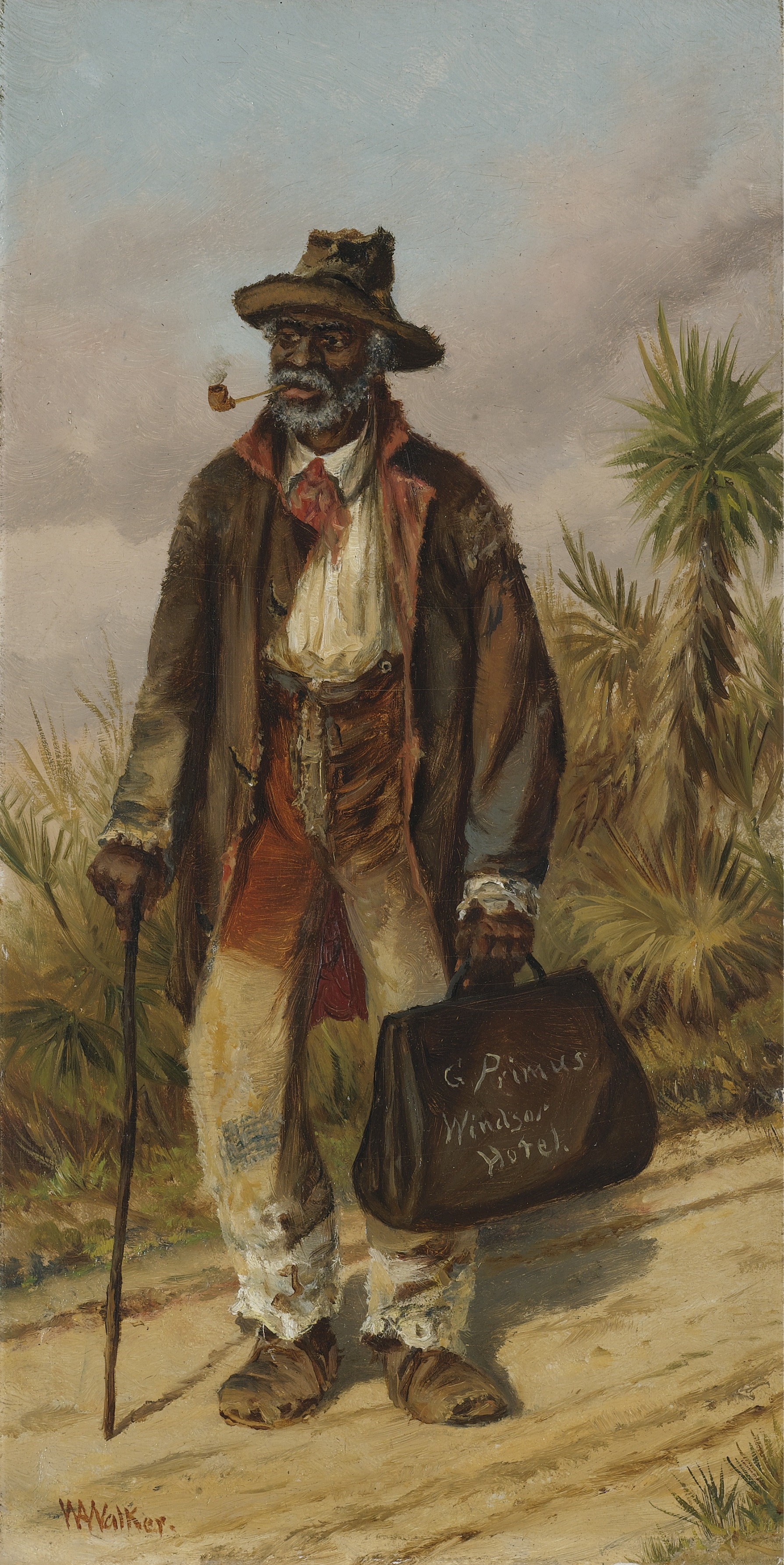
A Man Walking

## Ausstellungen
- 1850: South Carolina Institute Fair, Charleston
- 1872: Louisville Industrial Exhibition
- 1880: Southern Art Union, New Orleans
- 1881: Boston Art Club, Boston/Massachusetts
- 1885: North, Central and South American Exposition
- 1885–1905: Artist’s Association of New Orleans
- 1893: World’s Columbian Exposition, Chicago
- 1904: Louisiana Purchase Exposition, St. Louis/Missouri